# Hulisandra, Turuvekere
Hulisandra là một làng thuộc tehsil Turuvekere, huyện Tumkur, bang Karnataka, Ấn Độ.